# Sund (Flakstad)
Pour les articles homonymes, voir Sund.
Sund est une localité du comté de Nordland, en Norvège.

## Géographie
Administrativement, Sund fait partie de la kommune de Flakstad.